# Pratdip
Pratdip is een gemeente in de Spaanse provincie Tarragona in de regio Catalonië. De gemeente heeft een oppervlakte van 36 km² en telt 691 inwoners (1 januari 2016). Pratdip ligt in een bergachtig gebied, ongeveer zeven kilometer van de Middellandse Zeekust.

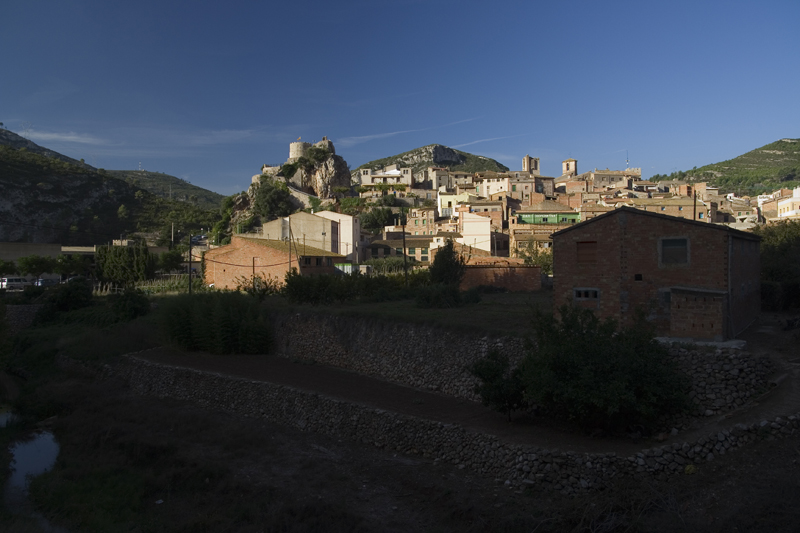
Zicht op Pratdip

## Kernen
Naast het dorp Pratdip zelf, liggen op het grondgebied van de gemeente nog de kleinere dorpjes Les Planes del Rei en Santa Marina. Santa Marina ligt in de heuvels twee kilometer ten zuidwesten van Pratdip. Les Planes del Rei ligt in het zuidoosten van de gemeenten, dichter tegen de kust.
| Kern               | Inwoners (2007) |
| ------------------ | --------------- |
| Pratdip            | 490             |
| Les Planes del Rei | 240             |
| Santa Marina       | 279             |

Gegevens 2007 - Bron: Municat

## Bezienswaardigheden
- De parochiekerk, gewijd aan de Heilige Maria
- Delen van de oude ommuring zijn nog bewaard met twee torens, waaronder de Torre del Capet.
- Het kasteel van Pratdip.

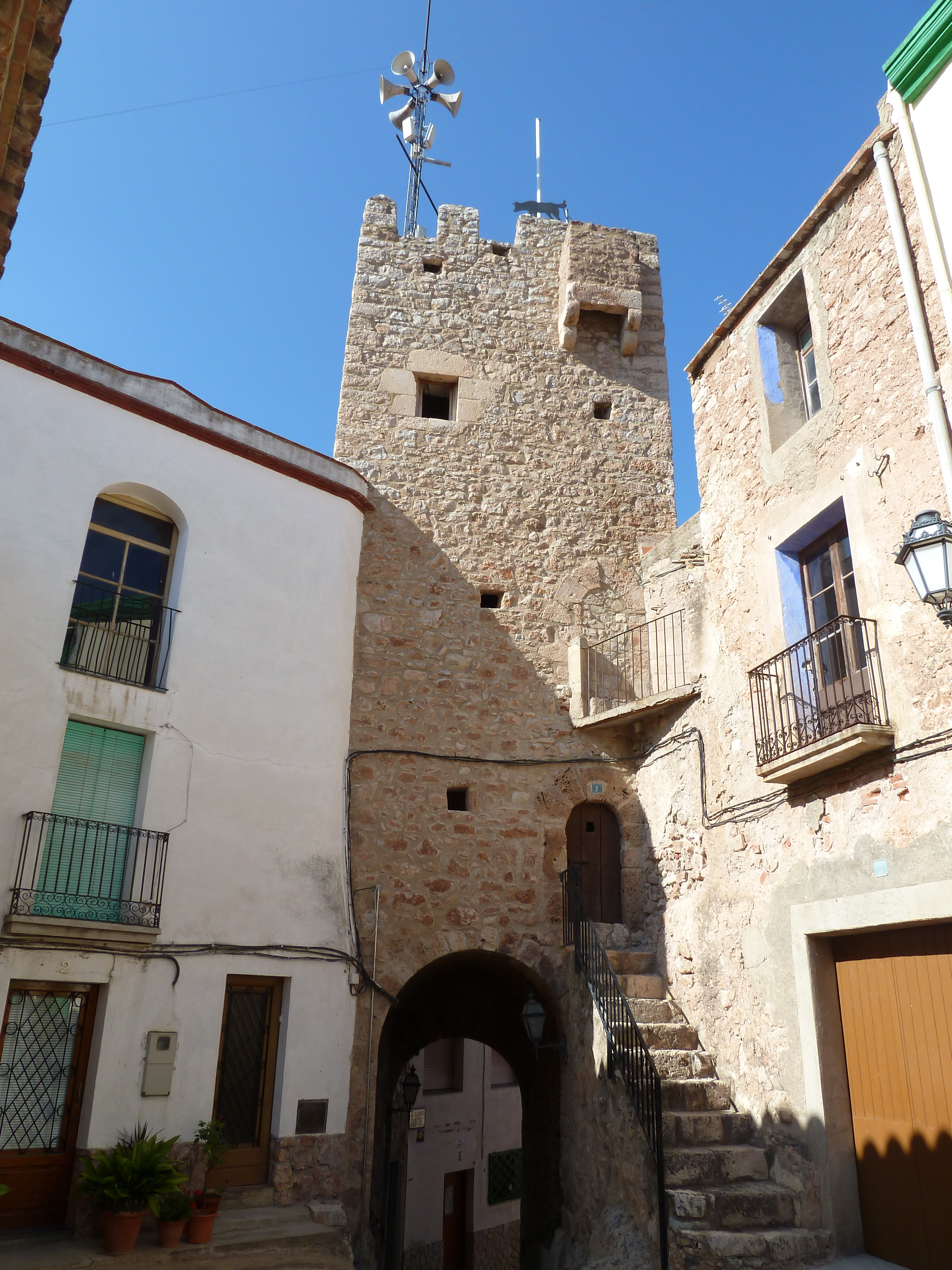
Torre del Capet
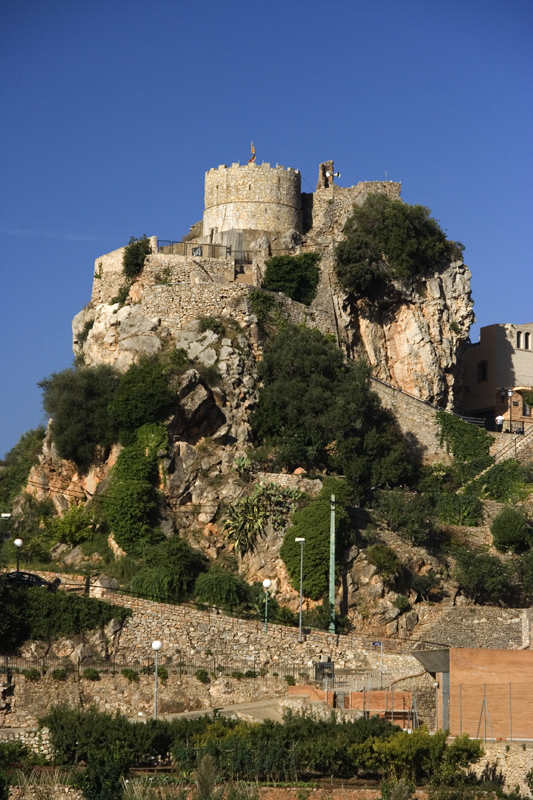
Kasteel